# Вадаль Абделькадер Камуге
Вада́ль Абделькаде́р Камуґе́ (фр. Wadel Abdelkader Kamougué; *20 травня 1939) — чадський військовий і політичний діяч, лідер партії Союз за відновлення і демократію. Походить з південної префектури Східний Логон. В чині молодшого офіцера був одним з лідерів перевороту 13 квітня 1975, під час якого був усунений від влади і вбитий перший президент Чаду Франсуа Томбалбай.
Після перевороту Камуге займав значні посади в чадському уряді і парламенті. З 1975 по 1979 рік він був міністром іноземних справ в уряді Фелікса Маллума; 10 листопада 1979 став віце-президентом в Перехідному уряді національної єдності (GUNT) при президенті Гукуні Уеддеї. Цю посаду він займав до 7 липня 1982, коли GUNT був розгромлений Хіссеном Хабре і витиснений до північних районів країни.
При президенті Ідрисі Дебі Камуге займав посаду міністра праці, але був відправлений у відставку 17 травня 1994 року. Він брав участь у президентських виборах 1996 року. У першому турі 2 червня він посів друге місце з 12,39 % голосів; у другому турі, який відбувався 3 червня, він набрав 30,91 % голосів і програв Ідрісу Дебі з 69,09 %.
На парламентських виборах 1997 року партія Камуге, Союз за відновлення і демократію, досягла згоди з правлячим Патріотичним рухом спасіння Ідріса Дебі, згідно з якою Камуге повинен був зайняти посаду голови Національної Асамблеї (чадського парламенту). Він був обраний на цю посаду 9 травня 1997 і посідав її до червня 2002 року.
У 2001 році Камуге знову взяв участь у президентських виборах, але цього разу був лише четвертим, набравши лише 6,02 % голосів.